# آکیرا کومه
آکیرا کومه (انگلیسی: Akira Kume; ۸ فوریهٔ ۱۹۲۴ – ۲۳ آوریل ۲۰۲۰) بازیگر، و صداپیشه اهل ژاپن بود. وی بین سال‌های ۱۹۴۷ تا ۲۰۱۹ میلادی فعالیت می‌کرد.
از فیلم‌ها یا برنامه‌های تلویزیونی که وی در آن نقش داشته‌است می‌توان به تورا! تورا! تورا! اشاره کرد.